# لوكا درتشا
لوكا درتشا (بالصربية: Лука Дрча) مواليد 26 أغسطس 1987 في بلغراد، جمهورية يوغوسلافيا الاشتراكية الاتحادية، هو لاعب كرة سلة صربي. بدأ مسيرته الاحترافية في سنة 2010. حقق المركز الأول في الألعاب الجامعية الصيفية 2011. لعب مع نادي ريد ستار لكرة السلة ونادي ميغا لكرة السلة.

## الميداليات
| الميدالية | المسابقة                      |
| --------- | ----------------------------- |
| ذهبية     | الألعاب الجامعية الصيفية 2011 |

## روابط خارجية
- لوكا درتشا على موقع كرة السلة الأوروبية.كوم (الإنجليزية)
- لوكا درتشا على موقع كلية كرة السلة في سبورتس رفرنس.كوم (الإنجليزية)
- لوكا درتشا على موقع ريلجم (الإنجليزية)
- لوكا درتشا على موقع بروبوليرز (الإنجليزية)
- لوكا درتشا على موقع سبورتس رفرنس (الإنجليزية)